# Liste der Biografien/Core
Liste der Biografien |
Portal Biografien |
Personensuche
# |
A |
B |
C |
D |
E |
F |
G |
H |
I |
J |
K |
L |
M |
N |
O |
P |
Q |
R |
S |
T |
U |
V |
W |
X |
Y |
Z |
?
 
Ca |
Cb |
Cc |
Ce |
Ch |
Ci |
Cj |
Ck |
Cl |
Cm |
Cn |
Co |
Cr |
Cs |
Ct |
Cu |
Cv |
Cw |
Cy |
Cz
 
Coa–Cod |
Coe–Cok |
Col |
Com |
Con |
Coo–Coq |
Cor |
Cos |
Cot |
Cou |
Cov |
Cow |
Cox |
Coy |
Coz
 
Cora |
Corb |
Corc |
Cord |
Core |
Corf |
Corg |
Cori |
Cork |
Corl |
Corm |
Corn |
Coro |
Corp |
Corr |
Cors |
Cort |
Coru |
Corv |
Corw |
Cory |
Corz
Die Liste der Biografien führt alle Personen auf, die in der deutschsprachigen Wikipedia einen Artikel haben. Dieses ist eine Teilliste mit 56 Einträgen von Personen, deren Namen mit den Buchstaben „Core“ beginnt.

## Core
- Core, Ericson, US-amerikanischer Kameramann

### Corea
- Coréa, Cédric (* 1990), beninischer Fußballspieler
- Corea, Chick (1941–2021), US-amerikanischer MusikerChick Corea (1941–2021)

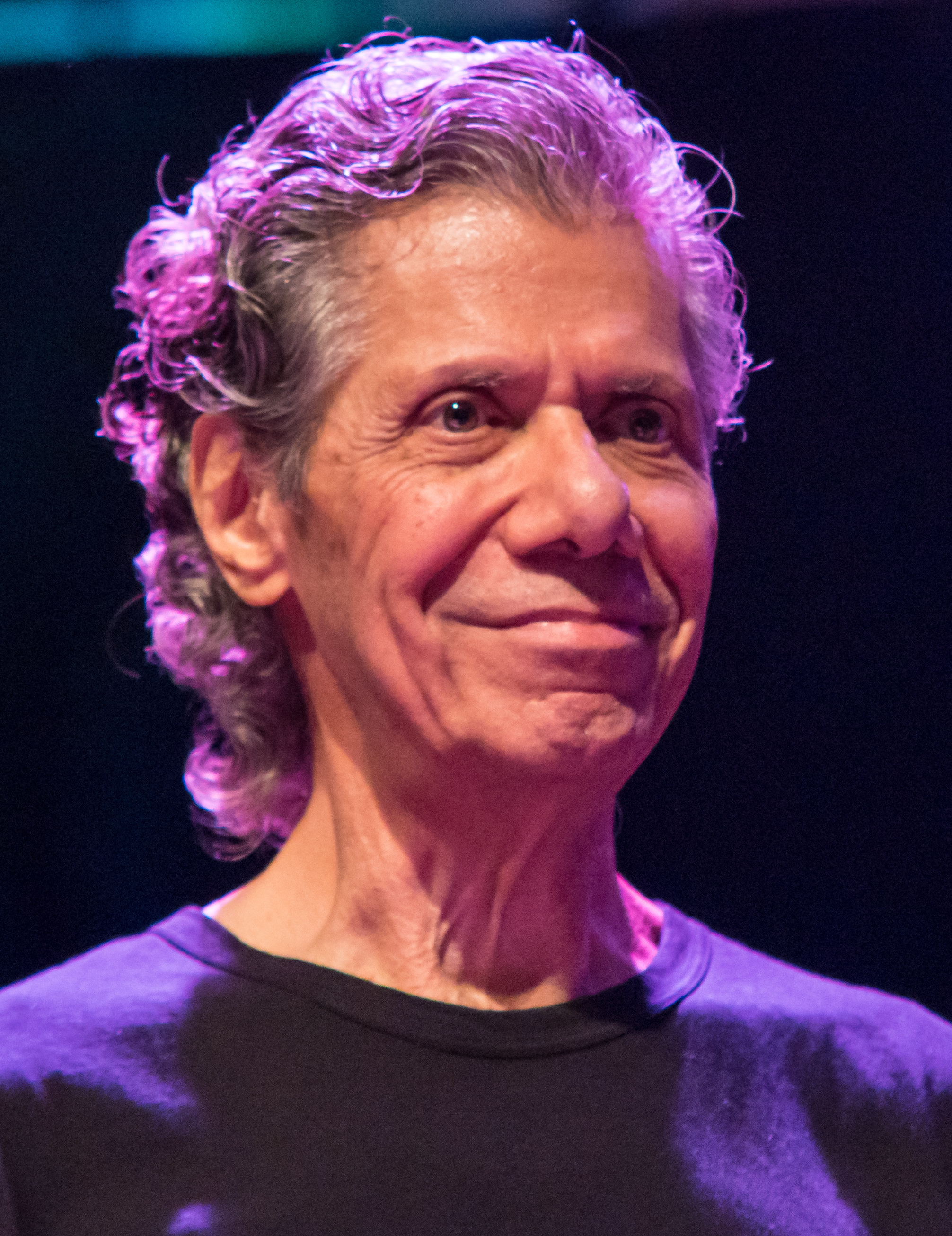
Chick Corea (1941–2021)

- Corea, Gamani (1925–2013), sri-lankischer Diplomat und UN-Funktionär
- Corea, Nicholas (1943–1999), US-amerikanischer Drehbuchautor, Filmproduzent und Filmregisseur; Schriftsteller
- Coreau, Jared (* 1991), kanadischer Eishockeytorwart

### Coreb
- Corebus, Märtyrer und Heiliger

### Corec
- Corecco, Antonio (1821–1902), Schweizer Arzt, Politiker, Gemeindepräsident, Tessiner Grossrat und Staatsrat
- Corecco, Eugenio (1931–1995), römisch-katholischer Bischof von Lugano

### Corek
- Çörekçi, Ahmet (* 1932), türkischer General
- Çörekçi, Kamil Ahmet (* 1992), englisch-türkischer Fußballspieler

### Corel
- Corell, Ida-Marie (* 1984), deutsche Künstlerin
- Corell, Klaus-Walter (* 1938), deutscher Politiker (CDU)
- Corell, Magnus (1839–1919), Mitglied des Provinziallandtages der Provinz Hessen-Nassau
- Corella, Michelotto († 1508), Söldner von Cesare Borgia
- Corella, Susana (* 1983), ecuadorianische Fußballschiedsrichterin
- Corelli (1974–2014), deutscher V-Mann für das Bundesamt für Verfassungsschutz (BfV)
- Corelli, Arcangelo (1653–1713), italienischer Violinist und Komponist des Barock
- Corelli, Blanche (1853–1939), deutsche Sängerin und Gesangspädagogin
- Corelli, Bruno (1918–1983), italienischer Schauspieler
- Corelli, Buba (* 1989), bosnischer Rapper
- Corelli, Franco (1921–2003), italienischer Opernsänger Spinto-Tenor und dramatischer Tenor des italienischen und französischen Opernrepertoires
- Corelli, Lia (1922–1987), italienische Schauspielerin
- Corelli, Marie (1855–1924), britische Schriftstellerin
- Corellius Neratius Pansa, Lucius, römischer Konsul 122

### Corem
- Coremy (* 1999), deutsche Künstlerin, Musikerin, Comedian und Autorin

### Coren
- Coren Mitchell, Victoria (* 1972), britische Autorin, Moderatorin und Pokerspielerin
- Coren, Trish, US-amerikanische Schauspielerin
- Corena, Fernando (1916–1984), Schweizer Opernsänger (Bass)
- Corenblith, Michael (* 1951), US-amerikanischer Szenenbildner
- Corenswet, David (* 1993), US-amerikanischer SchauspielerDavid Corenswet (* 1993)

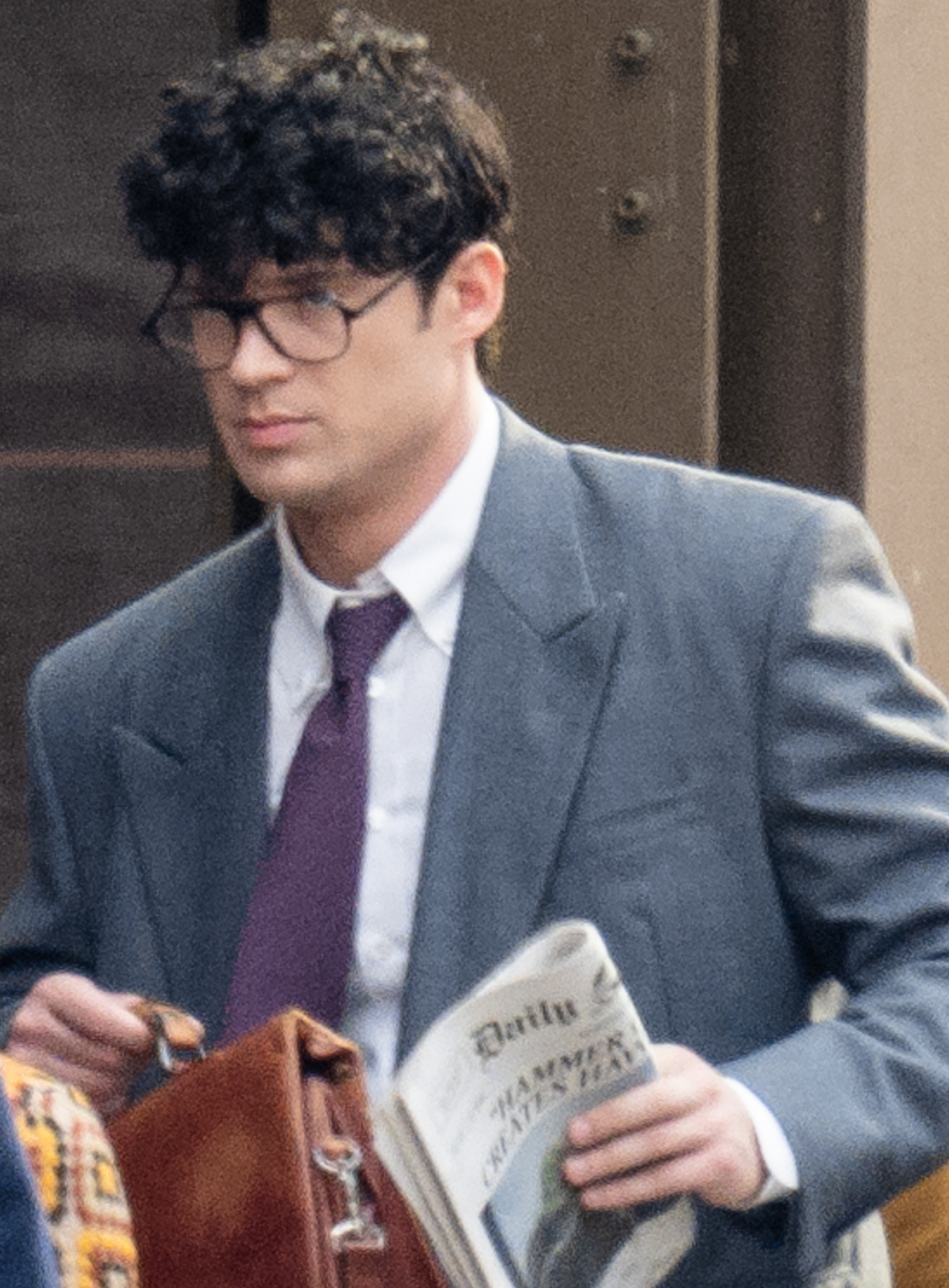
David Corenswet (* 1993)

- Corentin von Quimper, Missionar und Bischof
- Corentin, Philippe (1936–2022), französischer Zeichner, Cartoonist, Autor
- Corenwinder, Benjamin (1820–1884), französischer Chemiker und Fabrikant
- Corenzio, Belisario (1558–1646), italienischer Freskenmaler

### Cores
- Coresi († 1583), rumänischer Buchdrucker und Übersetzer
- Coresi Lal, Catarina, rumänische Opernsängerin (Sopran)
- Coresi, Theodore (* 1953), rumänischer Opernsänger (Bass)

### Coret
- Coreth, Anna (1915–2008), österreichische Archivarin und Historikerin
- Coreth, Botho (1871–1942), österreichischer Unternehmer und Politiker
- Coreth, Emerich (1919–2006), österreichischer katholischer Theologe und Philosoph
- Coreth, Emmerich (1881–1947), österreichischer Jurist und Höchstrichter
- Coreth, Max (1887–1948), österreichischer Politiker, Landtagsabgeordneter, Landesstatthalter im Burgenland
- Coreth, Peter (* 1948), österreichischer Journalist, Schriftsteller, Übersetzer, Kunstsammler und Museumsgründer

### Corey
- Corey, Albert (1878–1926), französischer Langstreckenläufer
- Corey, Brendan (* 1997), australischer Shorttracker
- Corey, Elias James (* 1928), US-amerikanischer Chemiker
- Corey, Giles († 1692), US-amerikanischer Bauer, der den Hexenprozessen von Salem zum Opfer fielGiles Corey († 1692)

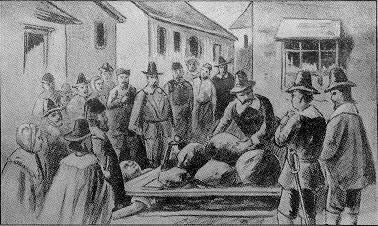
Giles Corey († 1692)

- Corey, Isabelle (1939–2011), französische Filmschauspielerin und Model
- Corey, Jeff (1914–2002), US-amerikanischer Schauspieler
- Corey, Jeff (* 1982), US-amerikanischer Eishockeyspieler
- Corey, Jill (1935–2021), US-amerikanische Popsängerin
- Corey, Martha († 1692), US-amerikanische Frau, als Hexe hingerichtet
- Corey, Paul (1903–1992), amerikanischer Schriftsteller
- Corey, Robert B. (1897–1971), US-amerikanischer Chemiker
- Corey, Wendell (1914–1968), US-amerikanischer Schauspieler und Politiker